# Trojeručica
Triroka mati Božja (srbsko Богородица Тројеручица, Bogorodica Trojeručica, grško starogrško Παναγία Τριχερούσα, Panagia Tricherousa) ali enostavneje Triročica (srbsko Тројеручица, Trojeručica) je slavna čudodelna ikona v srbskem pravoslavnem samostanu Hilandar na Sveti gori (Atos). Na ikoni je upodobljena Devica Marija (Teotokos) z malim Jezusom, pokrita z rizo. Trojeručica je najpomembnejša ikona v Srbski pravoslavni cerkvi. Na hrbtni strani ikone je portret sv. Nikolaja. 

## Zgodovina
Po izročilu je bila ikona v zgodnjem 8. stoletju v posesti Janeza Damaščana. Povezana je čudežnimi ozdravitvami okoli leta 717. Po izročilu je bil Janez Damaščan kot vezir kalifa Al Valida I. lažno obtožen za zaroto, za kar so mu odsekali roko.  Lažno obtožbo je domnevno skoval bizantinski ikonoklastični cesar Leon III. Izavrijec, ki je bil velik Janezov nasprotnik in velik kalifov prijatelj. Po Janezovi molitvi pred ikono Matere Božje se je odsekana roka čudežno zrasla s telesom. V zahvalo je dal izdelati  srebrno repliko odsekane roke in jo dodal na ikono. Po tem dejanju je ikona postala znana kot "triroka" (triherusa).
Janez Damaščan je postal menih samostana Mar Saba pri Jeruzalemu in podaril ikono tamkajšnji meniški skupnosti. Kasneje je ikono med obiskom samostana kot darilo dobil Sveti Sava. Razen nje je dobil tudi ikono doječe Matere Božje in pastirsko palico Save Posvečenega, ustanovitelja samostana. Sava je ikono odnesel v Hilandar, v katerem je  živel. Ikona je ostala v Hilandarju do obiska srbskega carja Stefana Dušana leta 1347, ki jo je odnesel v Srbijo. Konec 14. stoletja je bila ikona v posesti samostana Studenica, v zgodnjem 15. stoletju pa so vrnili v Hilandar. 
Do nedavnega je bila ikona uradni prior Hilandarja z menihom, izvoljenim kot njenim zastopnikom. Ikona ima dva praznična dneva: 11. junija in 25. julija.
Umetnostni zgodovinarji po slogu ikone sklepajo, da je bila zelo verjetno naslikana v 14. stoletju  in bila morda kopija starejše predloge. Različica Trojeručice je bila leta 1661 prinešena v Moskvo. Po njej so v Rusiji izdelali veliko kopij.